# Магас-де-Пісуерга
Магас-де-Пісуерга (ісп. Magaz de Pisuerga) — муніципалітет в Іспанії, у складі автономної спільноти Кастилія-і-Леон, у провінції Паленсія. Населення — 1024 особи (2010).
Муніципалітет розташований на відстані близько 180 км на північ від Мадрида, 11 км на схід від Паленсії.

## Демографія
Динаміка населення (INE ):